# Medborgerlig samling
Medborgerlig samling (MED) är ett svenskt politiskt parti som beskriver sin ideologi som liberalkonservativ. Andra har beskrivit  partiet som invandringskritiskt och konservativt. Sedan 2023 är Daniel Sonesson partiordförande. 

## Ideologi
Enligt sin egen beskrivning har partiet "en liberal syn på individens rättigheter och den ekonomiska politiken" och "en konservativ syn på samhället, kulturen och långsiktig hållbarhet". 

## Politiskt program

### Ekonomi och skatter
Medborgerlig samling vill sänka det svenska skattetrycket till OECD:s genomsnittsnivå som är ca 34 procent. De vill avskaffa plastpåseskatten samt stämpelskatten och pantbrevsavgiften vid bostadsförsäljningar. Partiet har en granskningsgrupp som granskar kommuner och myndigheter i syfte att stoppa skatteslöseri och bidragsfusk.

### Europeiska unionen
Medborgerlig samling är positiva till fortsatt svenskt medlemskap i den Europeiska unionen men vill ha ett minskat EU som begränsar sig till frihandel, miljöfrågor och polisarbete. Partiet motsatte sig EU:s återhämtningsfond, och de vill att Sverige ska undantas från flera områden där EU:s makt ökar. Partiet vill därför att Sveriges EU-medlemskap ska omförhandlas.

### Försvar
Partiet vill godkänna användandet av gasvapen för skyddsändamål.

### Hälsa och sjukvård
Under hösten 2021 tog partiet ställning mot det krav på vaccinpass för deltagande i allmänna sammankomster och offentliga tillställningar som beslutades av regeringen. Partiet ansåg att det saknades tillräckliga skäl för att inskränka grundläggande medborgerliga rättigheter på det sätt som regeringen gjorde och menade därför att förslaget stred mot proportionalitetsprincipen.

### Migration
I integrations- och migrationsrelaterade frågor betonar partiet behovet av högre krav på människor som invandrar till Sverige och vill ha svenskt medborgarskap.

### Religion
Partiet kritiserar offentliga bidrag till religiösa samfund och etniska föreningar. Partiet anser att offentliganställda ska "representera den sekulära och demokratiska staten" och inte bära religiösa kläder eller symboler på arbetet.

### Rättsväsende
Medborgerlig samling vill avkriminalisera sexköp och narkotikainnehav för eget bruk.

### Välfärd och äldreomsorg
Partiet har tagit principiell ställning för införande av dödshjälp.

## Historia
Partiet grundades av Anders Königsson 2014 och hette ursprungligen Borgerlig framtid. Han var också dess förste partiledare.
Medborgerlig samling antog sitt nuvarande namn på en extrastämma 2016., vilken anordnades efter interna konflikter. Vid stämman uteslöts grundaren och Ilan Sadé valdes till partiordförande. På den ordinarie årsstämman i april 2017 antogs ett idéprogram och ett antal sakpolitiska program.
I riksdagsvalet 2018 fick partiet några välkända namn bland partiförespråkarna, inklusive författaren Katerina Janouch, som fick plats på partiets riksdagslista som oberoende kandidat. Partiet tog senare samma år avstånd från Janouch. I mars 2018 meddelade också nöjesprofilen Alexander Bard att han blivit medlem och kandiderade sedan för partiet i riksdagsvalet 2022. Han lanserades sedan som toppnamn inför Europaparlamentsvalet, men lämnade partiet i december 2023 efter intern kritik.
I september 2023 efterträddes Ilan Sadé av Daniel Sonesson på partiledarposten.
I september 2024 uppmärksammades att fyra före detta SD-politiker i Värmdö har bytt parti till Medborgerlig samling, vilket samtidigt indirekt gav partiet fyra nya mandat i kommunfullmäktige.
Efter att Ingrid Vesterlund för Sverigedemokraterna i Luleå kommunfullmäktige lämnat partiet, valde hon att stanna kvar som politisk vilde och grundade senare en lokalavdelning för Medborgerlig samling i mars 2025. Ingrid Vesterlund har i lokaltidningarna gett uttryck för både vaccinskepsis och klimatförnekelse.

## Organisation

### Partiledare
- Anders Königsson, 2014-2016, (partiets grundare, uteslöts 2016)
- Ilan Sadé, 2016-2023
- Daniel Sonesson[22], 2023-

### Media
Partiorganet heter MED-bloggen. Den har både officiella yttranden från partiledningen, insändare från medlemmar och gästinlägg, med möjlighet att kommentera.

## Valresultat

### Riksdagsval
I sitt första riksdagsval 2018 fick partiet 13 056 röster (0,20%) och blev därmed det näst största partiet utanför riksdagen. I riksdagsvalet 2022 fick partiet 12 882 röster (0,20%) och blev då det tredje största partiet utanför riksdagen, efter Partiet Nyans och Alternativ för Sverige, men före Piratpartiet och MoD - Mänskliga rättigheter och Demokrati.
| År   | Röster | Röstandel | Förändring röstandel (procentenh.) | Mandat   | Förändring mandat | Ref    |
| ---- | ------ | --------- | ---------------------------------- | -------- | ----------------- | ------ |
| 2018 | 13 056 | 0,20 %    | 0,2                                | 0 av 349 | 0                 | [ 38 ] |
| 2022 | 12 882 | 0,20 %    | 0,00                               | 0 av 349 | 0                 | [ 39 ] |

### Kommunalval
Partiet hade efter kommunalvalen 2018 sammanlagt fyra mandat i tre kommuner: Höör, Torsås och Laholm. I kommunalvalen 2022 erhöll partiet totalt elva mandat i fem kommuner: Höör, Laholm, Karlshamn, Järfälla och Österåker.

#### Mandat i kommunalfullmäktige
| Kommun    | Län       | 2018 | 2022 |
| --------- | --------- | ---- | ---- |
| Höör      | Skåne     | 1    | 2    |
| Järfälla  | Stockholm | 0    | 2    |
| Karlshamn | Blekinge  | 0    | 2    |
| Laholm    | Halland   | 2    | 4    |
| Torsås    | Kalmar    | 1    | 0    |
| Österåker | Stockholm | 0    | 1    |

(Till detta kom i september 2024 att fyra ledamöter i kommunfullmäktige i Värmdö, som invalts för Sverigedemokraterna (SD), övergick till att representera MED.) 

### EU-val

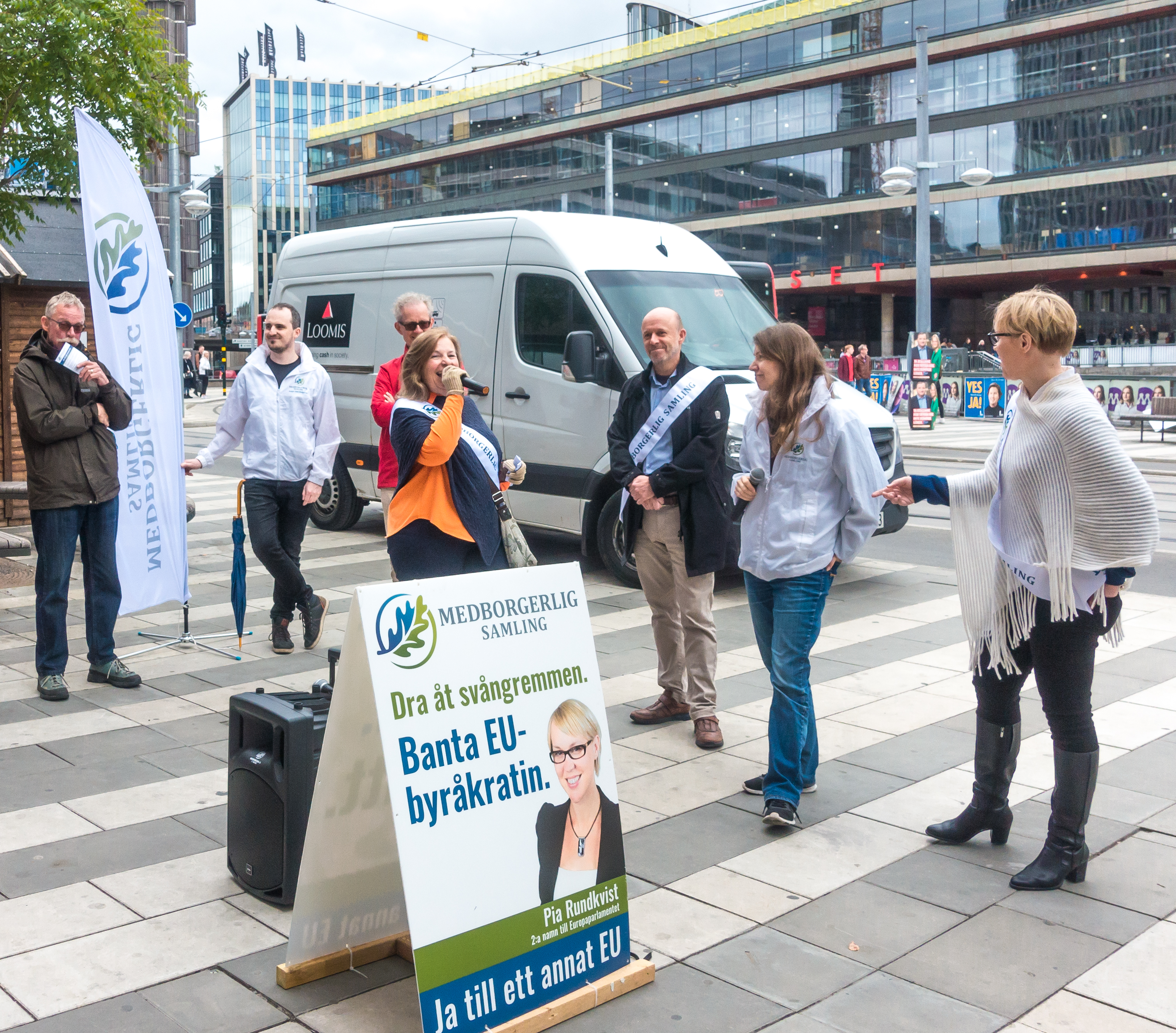
Inför EU-valet 2019 håller Medborgerlig samling torgmöte på Sergels torg i Stockholm.

I Europaparlamentsvalet 2019 fick partiet 6 363 röster (0,15%), vilket inte räckte till något mandat.
I EU-valet 2024, med civilekonomen Pia Rundkvist i Nacka som toppnamn, fick partiet 12 699 röster (0,30%).